# 710-ih pr. Kr.
1. tisućljeće pr. Kr.
◄ | 9. stoljeće pr. Kr. | 8. stoljeće pr. Kr. | 7. stoljeće pr. Kr.► | 
◄ | 740-ih pr. Kr. | 730-ih pr. Kr. | 720-ih pr. Kr. | 710-ih pr. Kr. | 700-ih pr. Kr. | 690-ih pr. Kr. | 680-ih pr. Kr. | ►
719. pr. Kr. | 718. pr. Kr. | 717. pr. Kr. | 716. pr. Kr. | 715. pr. Kr. | 714. pr. Kr. | 713. pr. Kr. | 712. pr. Kr. | 711. pr. Kr. | 710. pr. Kr.

## Događaji
- Pobuna Judejskog kraljevstva, s gradovima Tir i Sidon protiv Asirije.
- 753. pr. Kr. - 715. pr. Kr. - vladavina kralja Romula (Romulus, prvi rimski kralj, kasnije božanstvo Kvirin)
- 715. pr. Kr. - 673. pr. Kr. - vladavina Nume Pompilija (Numa Pompilius)

## Smrti
- 715. pr. Kr. - umro faraon Osorkon IV. (vladao 730. pr. Kr. – 715. pr. Kr.) iz XXIII dinastije